# Dolné Zelenice
Dolné Zelenice (deutsch Unterzelenitz, ungarisch Alsózélle) ist eine Gemeinde im Westen der Slowakei mit 611 Einwohnern (Stand 31. Dezember 2024), die zum Okres Hlohovec, einem Teil des Trnavský kraj, gehört.

## Geographie
Die Gemeinde befindet sich im Donauhügelland, zwischen der Waag östlich und dem Dudváh westlich des Ortes. Das Ortszentrum liegt auf einer Höhe von 135 m n.m. und ist zehn Kilometer von Hlohovec sowie 19 Kilometer von Trnava entfernt.
Nachbargemeinden sind Horné Zelenice im Norden, Dvorníky im Osten, Siladice im Süden und Hlohovec (Stadtteil Šulekovo) im Westen und Nordwesten.

## Geschichte
Der Ort wurde zum ersten Mal 1244 als Zela schriftlich erwähnt und stand vor einer Furt auf einem Handelsweg, gegenüber der alten Burg Szolgagyőr an der anderen Waagseite. Wegen häufiger Hochwasser sowie Verlegung des Handelswegs weiter nach Norden entstanden weiter von der Waag entfernt zwei neue Orte, das südliche Dolné Zelenice und das nördliche Horné Zelenice.
1720 wurde Georg Erdődy Gutsbesitzer, allerdings hatte das Geschlecht oftmals finanzielle Schwierigkeiten, deshalb verkaufte es den Ort an die Familie Szunyogh, die sich bis 1945 im Dorf aufhielt.
1813 kam es zu einem Hochwasser, das das Dorf zu einem großen Teil zerstörte.
Bis 1918 gehörte der im Komitat Neutra liegende Ort zum Königreich Ungarn und kam danach zur Tschechoslowakei beziehungsweise heute Slowakei.
Von 1980 bis 1990 war Dolné Zelenice Teil der Einheitsgemeinde Zelenice.

## Bevölkerung
| Jahr                | 1994 | 2004    | 2014     | 2024    |
| ------------------- | ---- | ------- | -------- | ------- |
| Anzahl der Personen | 529  | 534     | 593      | 611     |
| Unterschied         |      | +0,94 % | +11,04 % | +3,03 % |

| Jahr                | 2023 | 2024    |
| ------------------- | ---- | ------- |
| Anzahl der Personen | 605  | 611     |
| Unterschied         |      | +0,99 % |

Nach der Volkszählung 2011 wohnten in Dolné Zelenice 561 Einwohner, davon 533 Slowaken, drei Tschechen sowie jeweils ein Pole und Roma. Ein Einwohner gab eine andere Ethnie an und 22 Einwohner machten keine Angabe zur Ethnie. 415 Einwohner bekannten sich zur römisch-katholischen Kirche, 25 Einwohner zur Evangelischen Kirche A. B., vier Einwohner zur evangelisch-methodistischen Kirche, zwei Einwohner zur kongregationalistischen Kirche und ein Einwohner zur orthodoxen Kirche; drei Einwohner bekannten sich zu einer anderen Konfession. 52 Einwohner waren konfessionslos und bei 59 Einwohnern wurde die Konfession nicht ermittelt.